# 灵迹圣母圣殿
灵迹圣母圣殿（Basílica de la Milagrosa）, 原名圣文生堂（Iglesia de San Vicente de Paul）,是西班牙马德里的一座罗马天主教宗座圣殿，面积900平方（9,700平方英尺）,位于加西亚 ·帕雷德斯街。 

## 历史
该堂兴建于1900-1904年， 负责该建筑的是两位建筑师：Juan Bautista Lázaro de Diego和Narciso Clavería y de Palacios，分别擅长哥德复兴式建筑与新摩尔式建筑。该堂的外观主要体现新摩尔式建筑风格，而内部主要体现哥德复兴式风格。
1977年，包括该堂在内的建筑被列为保护遗产
。1993年划定了周边环境保护区。